# 1991 год в истории общественного транспорта
В этой статье перечисляются основные события из историй общественного транспорта (прежде всего трамваев, троллейбусов и автобусов) в 1991 году. Информация об истории метрополитенов и железнодорожного транспорта находится в отдельных статьях.

## События

### В СССР

#### В РСФСР/РФ

##### Москва

###### Маршруты
- Автобусный маршрут № 2 следует по трассе: Гостиницы ВДНХ — Вещевой рынок (Дмитровское шоссе). По новой трассе маршрута автобуса установлен режим работы в будни с 9.00 до 17.00, в выходные с 7.00 до 19.00 и без предоставления льгот.
- 19 марта открыт автобусный маршрут № 746: 11-й мкрн Солнцева (Улица Федосьино) — Платформа Переделкино.
- 30 мая открыт автобусный маршрут № 767: 11-й мкрн Солнцева (Улица Федосьино) — Метро Тёплый Стан. 30 января открыт автобусный маршрут № 777: Метро Тушинская — Посёлок Новобратцевский. 1 февраля открыт автобусный маршрут № 812: 9-й микрорайон Солнцева — Платформа Переделкино. 17 августа открыт автобусный маршрут № 813: Метро Южная — 6-й (7-й) микрорайон Северного Бутова. 10 марта открыт автобусный маршрут № 815: Отрадное — Посёлок Севводстроя. 10 марта открыт автобусный маршрут № 817: Гостиницы ВДНХ — Метро Владыкино. 10 марта открыт автобусный маршрут № 820: Отрадное — Метро Отрадное.
- Автобусный маршрут № 190 разбит на 2 маршрута — 190-й и 794-й:
  - маршрут № 190 следует на участке Беловежская улица — Метро Молодёжная.
  - маршрут № 794 следует на участке Метро Молодёжная — Автоцентр.
- Автобусный маршрут № 743 продлён до 5-го мкрн Северного Бутова.
- Автобусный маршрут № 137 следует до Метро Щукинская.
- Автобусный маршрут № 196 укорочен до Калужской площади.
- Закрыт автобусный маршрут № 10: Метро Полежаевская — Улица Маршала Тухачевского.
- Закрыты дополнительные выходы в часы-пик маршрута № 45д: Пищекомбинат — Киевский вокзал.
- Закрыт автобусный маршрут № 101: Метро Новые Черёмушки — Москворецкий рынок.
- Закрыт автобусный маршрут № 107: Площадь Дзержинского — Улица Генерала Ермолова.
- Закрыт автобусный маршрут № 111к: МГУ — Площадь Революции.
- Закрыт автобусный маршрут № 121: 23-й квартал Новых Черёмушек — Метро Тульская (позже будет восстановлен).
- Закрыт автобусный маршрут № 165: Проезд Карамзина — Олимпийская деревня.
- Закрыт автобусный маршрут № 201: Улица Артамонова — Киевский вокзал.
- Закрыт автобусный маршрут № 234: Метро Юго-Западная — 2-й медицинский институт.
- Закрыт автобусный маршрут № 240: Щукино — Метро Сокол.
- Закрыт автобусный маршрут № 248: Улица Расплетина — Метро Тушинская.
- 19 апреля отменён автобусный маршрут № 262. закрыт автобусный маршрут № 266: Метро Университет — Киевский вокзал.
- Закрыт автобусный маршрут № 284: Метро Юго-Западная — Улица Академика Виноградова. 14 декабря отменён автобусный маршрут № 285.
- Закрыт автобусный маршрут № 286: Крылатское — Велотрек (позже будет восстановлен под номером 832 и немного изменённой трассой).
- Закрыт автобусный маршрут № 288: Севастопольский проспект — Метро Беляево.
- Закрыт автобусный маршрут № 643: Улица Винокурова — Метро Каховская.
- Закрыт автобусный маршрут № 684: Нагорный бульвар — Улица Довженко.
- Закрыт автобусный маршрут № 685: Метро Юго-Западная — Гостиница Салют.
- Закрыт автобусный маршрут № 750: Улица Саламя Адиля — Таллинская улица.
- Закрыт автобусный маршрут № 763: Тишинская площадь — Платформа Окружная.
- Закрыт автобусный маршрут № 776: Метро Юго-Западная — Улица Саморы Машера.
- Закрыт автобусный маршрут № 800: Метро Щукинская — Метро Полежаевская (позже будет восстановлен).
- Закрыт автобусный маршрут № 801: Метро Беляево — 9-й мкрн Тёплого Стана.
- Закрыт автобусный маршрут № 802: Метро Беляево — 7-й мкрн Тёплого Стана.
- Закрыт автобусный маршрут № 805: Проезд Карамзина — Метро Юго-Западная. Открыт троллейбусный маршрут № 83: Лубянская площадь — Комсомольская площадь. Открыт трамвайный маршрут № 35к: Даниловская мануфактура — Новоконная площадь.

###### Новости
- Испытания в ФАТПе гармошки TAM (8319); 83 19 МНА.
- В связи с распадом СССР, в 1991 году было отменено 17 автобусных маршрутов, проходящие преимущественно в ЦАО.
- В связи с отменой автобусного маршрута № 201, Студенческая улица лишена транспортного обслуживания.

##### Другие уголки
- В феврале открыто движение трамвая в городе Черёмушки.
- 8 апреля — открыто троллейбусное движение в городе Смоленск.

#### Узбекская ССР
- 14 декабря — запущен троллейбус в Нукусе.

### В мире
- Италия — 4 января повторно открыто троллейбусное движение в городе Болонья.
- Чехия — 1 мая повторно открыто троллейбусное движение в городе Ческе-Будеёвице.
- Колумбия — 15 августа прекращено троллейбусное движение в городе Санта-Фе-де-Богота.
- Чили — 24 декабря повторно открыто троллейбусное движение в городе Сантьяго.